# Thập niên 370
Thập niên 370 hay thập kỷ 370 chỉ đến những năm từ 370 đến 379.